# Bruno Valentim
Bruno Valentim es un deportista portugués que compitió en bochas adaptadas. Ganó tres medallas de plata en los Juegos Paralímpicos de Verano, dos en Atenas 2004 y una en Pekín 2008.

## Palmarés internacional
| Juegos Paralímpicos | Juegos Paralímpicos | Juegos Paralímpicos | Juegos Paralímpicos  |
| Año                 | Lugar               | Medalla             | Prueba               |
| ------------------- | ------------------- | ------------------- | -------------------- |
| 2004                | Atenas (Grecia)     | Medalla de plata    | Individual BC4 mixto |
| 2004                | Atenas (Grecia)     | Medalla de plata    | Dobles BC4 mixto     |
| 2008                | Pekín (China)       | Medalla de plata    | Dobles BC4 mixto     |